# Fernand de Montigny
Orphile Fernand de Montigny  (Anzegem, 5. siječnja 1885. — Antwerpen, 2. siječnja 1974.) je bivši belgijski hokejaš na travi i mačevalac. 

## Sudjelovanje na velikim međunarodnim natjecanjima
Sudjelovao je na nekoliko Olimpijskih igara i na Olimpijskim međuigrama 1906. (Interkalarnim igrama) .

### Olimpijske međuigre 1906.
Na mačevalačkom turniru 1906. u Ateni se natjecao u floretu i maču u pojedinačnoj konkurenciji gdje je ispao u početku natjecanja. U maču u momčadskoj konkurenciji je s Belgijom osvojio brončano odličje.

### OI 1908.
Na mačevalačkom turniru 1908. na igrama u Londonu je nastupio u maču u pojedinačnoj i momčadskoj konkurenciji. U pojedinačnoj konkurenciji je došao do 3. kruga, a u momčadskoj je došao do bronce, iako je Belgija došla do završnice. Poraženi iz završnice je igrao s poraženim iz repasaža za broncu. U samoj završnici, de Montigny nije nastupio za Belgiju. Ipak, statistike MOO-a ga ne navode kao osvajača odličja, iako se natjecao za Belgiju u prvom krugu.

### OI 1912.
Na mačevalačkom turniru 1912. na igrama u Stockholmu je nastupio u maču u pojedinačnoj i momčadskoj konkurenciji. U maču je došao do četvrtzavršnice. U momčadskoj konkurenciji je osvojio zlato. 
Na istim OI je nastupio u floretu u pojedinačnoj konkurenciji gdje je došao do 2. kruga.

### OI 1920.
Na mačevalačkom turniru 1920. na igrama u Antwerpenu (Anversu) je nastupio u maču u pojedinačnoj i momčadskoj konkurenciji. U maču je došao do 7. mjesta u poluzavršnici u skupini "A". U momčadskoj konkurenciji je s Belgijom osvojio srebro. U završnoj skupini su osvojili 2. mjesto, sa samo jednim porazom, od Italije.
Na istim OI je nastupio i u floretu je u pojedinačnoj gdje je došao do završnog kruga i 6. mjesta. U momčadskoj konkurenciji je s Belgijom u poluzavršnoj skupini osvojio 4. mjesto, što nije bilo dovoljno za ulazak u završnicu.
Osvojio je brončano odličje na hokejaškom turniru u Antwerpenu (Anversu) igrajući za Belgiju. 

### OI 1924.
Na mačevalačkom turniru 1924. na igrama u Parizu je nastupio u maču u momčadskoj konkurenciji. S Belgijom je osvojio srebro. U završnoj skupini su osvojili 2. mjesto, sa samo jednim porazom, od Francuske.
Na istim OI je nastupio i u floretu je u momčadskoj konkurenciji je s Belgijom u osvojio srebrno odličje. U završnoj skupini su osvojili 2. mjesto, sa samo jednim porazom, od Francuske.

## Vanjske poveznice
- Profil na Sports Reference.com  Arhivirana inačica izvorne stranice od 28. siječnja 2012. (Wayback Machine)